# XScale
XScale — мікропроцесорне ядро, реалізація Marvell (раніше — Intel) п'ятого покоління ARM-архітектури, і складається з кількох сімейств: IXP, IXC, IOP, PXA та CE. Сімейство PXA було продане Marvell Technology Group в червні 2006.

## Архітектура та склад

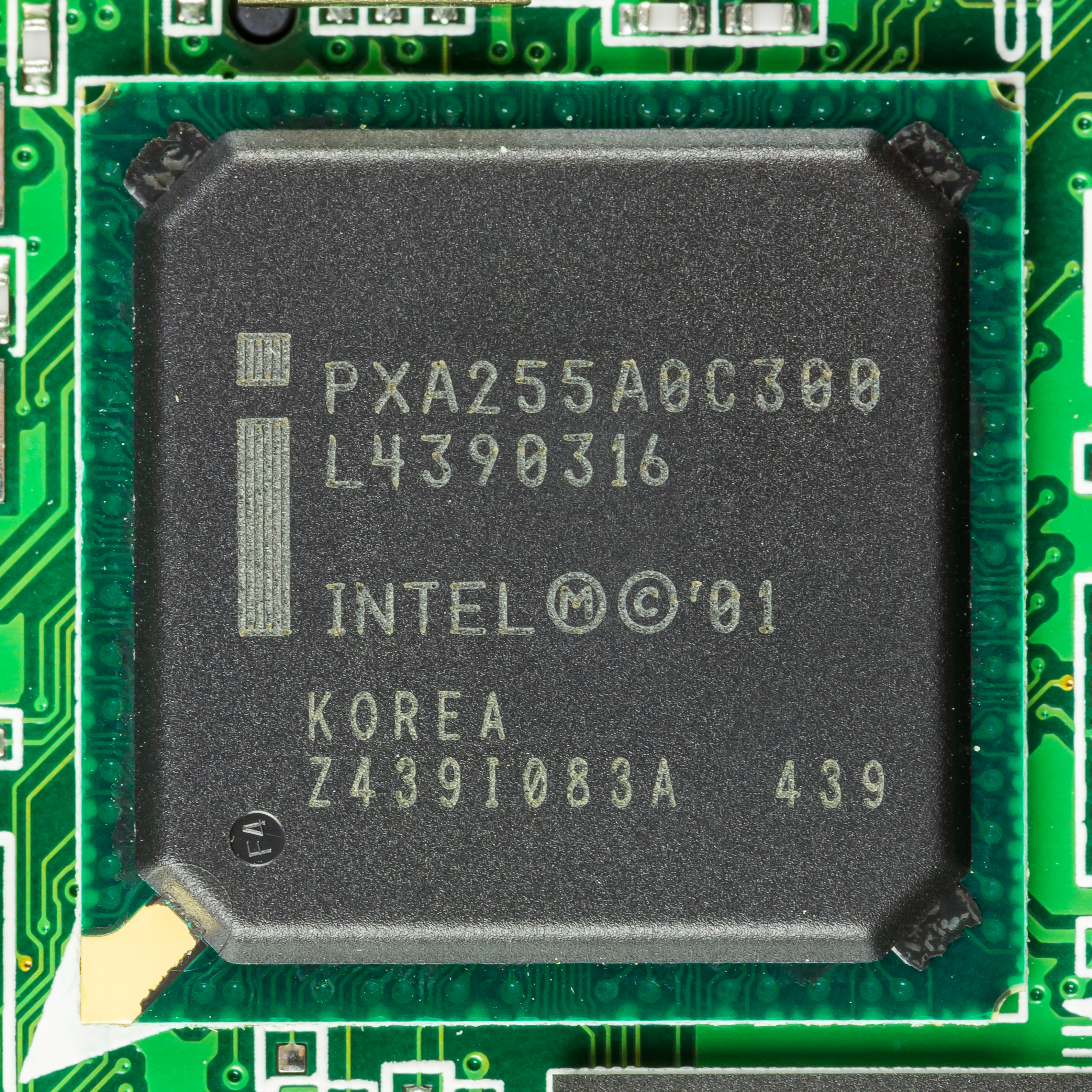
Intel PXA255

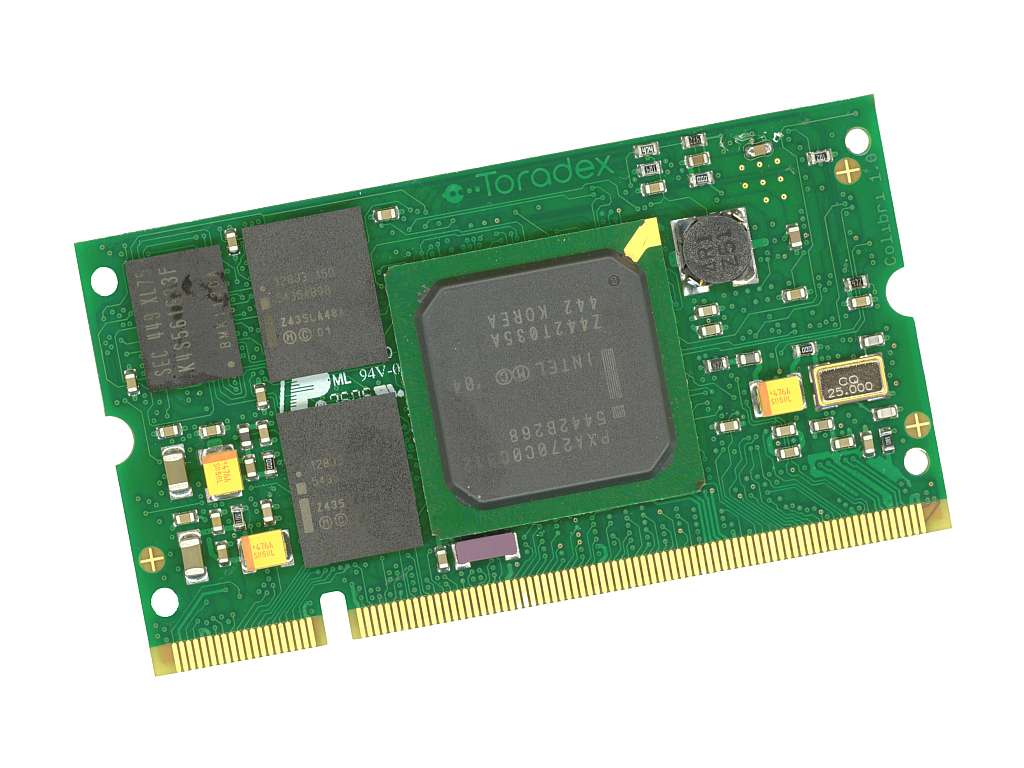
XScale PXA270, одноплатний комп'ютер

Архітектура XScale базується на ARMv5TE ISA без операцій з рухомою комою. XScale має RISC-архітектуру з 7-стадійним суперконвеєром цілих чисел та 8-стадійним суперконвеєром даних. Він є нащадком інтелівської лінії мікропроцесорів StrongARM, який Інтел придбав в підрозділу DEC Digital Semiconductor як побічний наслідок судової суперечки між компаніями. Інтел використав StrongARM, щоб замістити свої застарілі RISC-процесори, i860 та i960.
Всі покоління XScale є 32-бітними процесорами ARMv5TE, виробленими за технологією 0.18-мікрон та мають кеш 32кб даних і 32к на інструкції (в інших процесорах це може зватися 64кб кеш першого рівня). Чипи також мають 2кб міні-кеш даних.
Ядро XScale використовується у низці мікроконтролерів, що виробляють Intel та Marvell, серед яких:
- Процесори загального призначення (з префіксом PXA, а саме PXA210/PXA25x, PXA26x, PXA27x та PXA3xx)
- Процесори вводу-виводу (з префіксом IOP)
- Мережеві процесори (з префіксом IXP)
- Керуючі процесори (з префіксом IXC).
- Процесори для споживчої електроніки (з префіксом CE).

## Застосування
Мікропроцесори XScale використовують в популярних кишенькових комп'ютерах: сімейство Dell Axim Pocket PC, більшість ліній Zire, Treo та Tungsten від Palm, пізні версії Sharp Zaurus, серії Motorola A780, Acer n50, Compaq iPaq 3900 і багато інших PDA. він також використовується як основний процесор в настільній системі Iyonix під управлінням RISC OS, та NSLU2 (Slug) під Linux. XScale також використовується в таких приладдях, як портативні відео-плеєри чи портативні медіа-центри, включаючи Creative Zen Portable Media Player, а також індустріальних вбудованих системах. Відповідно до джерел, Apple в рамках стратегічного партнерства з Інтел використовуватиме процесори XScale в моделях iPod та iPhone.
З іншого боку ринку, процесори зберігання даних IOP33x використовуються в деяких платформах серверів на Xeon.

## Продаж бізнесу
27 червня 2006 Intel оголосив про згоду на продаж бізнесу XScale компанії Marvell Technology Group за оціночно $600 млн готівкою та деякі нерозголошені умови. Причиною вказувалося бажання Intel сконцентруватися на своєму основному бізнесі x86-процесорів та серверів. Придбання було завершене в листопаді 2006. Очікувалось, що Intel буде випускати процесори XScale, поки Marvell визначається з виробничими потужностями, а також продовжить виробництво та продаж процесорів IXP та IOP, які не ввійшли до угоди. Ліцензія на ARM залишається в Intel і після продажу XScale.